# Jerry Chambers
Jerome Purcell Chambers, detto Jerry (Washington, 18 luglio 1943), è un ex cestista statunitense, professionista nella NBA e nella ABA.

## Carriera
Venne selezionato dai Los Angeles Lakers al primo giro del Draft NBA 1966 (7ª scelta assoluta).

## Palmarès
- NCAA Final Four Most Outstanding Player (1966)